# Karl Drößler
Karl Drößler (* 16. Februar 1937 in Hohengandern) ist ein ehemaliger deutscher Fußballspieler. In der DDR-Oberliga, der höchsten Spielklasse im DDR-Fußball, spielte er für den SC Lokomotive Leipzig und den 1. FC Lokomotive Leipzig. Er ist mehrfacher B-Nationalspieler. Nach seiner Fußballer-Karriere war er als Biologe tätig, von 1992 bis 2002 war Drößler Professor für Tierphysiologie an der Universität Leipzig.

## Sportliche Laufbahn

### National
Bis 1955 spielte Karl Drößler Fußball bei der Betriebssportgemeinschaft (BSG) Einheit Heiligenstadt. Von 1956 (Kalenderjahr-Saison) bis 1958 gehörte Drößler zum Aufgebot der Bezirksligamannschaft der Hochschulsportgemeinschaft der Leipziger Deutschen Hochschule für Körperkultur (HSG DHfK Leipzig). Als die Mannschaft 1958 aus der Bezirksliga abgestiegen war, wechselte Drößler 22-jährig zum Oberligisten SC Lokomotive Leipzig. Dort wurde er bereits am 1. Spieltag der Saison 1959 in der Oberligamannschaft eingesetzt. Nach anfänglichen Versuchen im Mittelfeld wurde Drößler im Laufe der Spielzeit hauptsächlich als Mittelstürmer aufgeboten und kam in 18 der 26 ausgetragenen Punktspiele zum Einsatz. Da er mit seinen drei Toren nicht die erhoffte Wirkung gezeigt hatte, stellte Trainer Alfred Kunze Drößler in der Saison 1960 wieder in das Mittelfeld, wo dieser alle 26 Oberligaspiele bestritt. In der folgenden Spielzeit, die wegen des Übergangs von der Kalenderjahr-Saison auf den Sommer-Frühjahr-Rhythmus über 39 Spieltage lief, war Drößler 1961/62 auf die Position des rechten Mittelfeldspielers festgelegt und fehlte nur bei drei Punktspielen. Bevor der SC Lokomotive 1963 mit dem SC Rotation Leipzig zum SC Leipzig fusionierte, kam Drößler 1962/63 weiterhin als Mittelfeldspieler in allen 26 Oberligaspielen zum Zuge.
Im Zuge der Fusion wurden die Fußballspieler beider Klubs neu aufgeteilt. Die vermeintlich besten Spieler, unter ihnen Karl Drößler, wurden dem SC Leipzig zugeteilt, während der Rest in der BSG Chemie Leipzig zusammengefasst wurde. Sowohl der SC als auch die BSG spielten weiter in der Oberliga. Neuer Trainer beim SC Leipzig wurde Rudolf Krause, der auch in der neu zusammengestellten Mannschaft an Drößler in der Saison 1963/64 als Mittelfeldspieler festhielt. Anders als erwartet, blieb der SC Leipzig hinter der BSG Chemie, als „Rest von Leipzig“ tituliert, zurück. Während die BSG überraschend Meister wurde, musste sich der Club mit Platz drei begnügen. Drößler war daran mit 24 von 26 Punktspielen beteiligt. Die Niederlage gegen den Lokalrivalen konnten die SC-Spieler auch im Pokalwettbewerb nicht kompensieren. Sie erreichten zwar das Endspiel, unterlagen dort aber mit Drößler im rechten Mittelfeld dem SC Aufbau Magdeburg 2:3. In dieser Saison hatte Drößler mehrere Ausfälle zu verkraften und fehlte erstmals seit 1960 bei sechs Oberligaspielen.
Zur Saison 1965/66 erhielt der SC Leipzig mit Günter Konzack einen neuen Trainer. Auch unter ihm spielte Karl Drößler im Mittelfeld, wobei er sowohl rechts als auch links eingesetzt wurde. Nach der Hälfte der Saison wurde die Sektion Fußball des SC Leipzig zum neu gegründeten 1. FC Lokomotive Leipzig ausgegliedert. Auch unter dem neuen Trainer Hans Studener blieb Drößler in den Spielzeiten 1966/67 und 1967/68 Mittelfeldspieler. Während er bisher mit nur wenigen Ausfällen stets Stammspieler gewesen war, deutete sich 1968/69 das Ende seiner Karriere an. In der Hinrunde konnte Drößler nur drei Punktspiele bestreiten, kam danach aber in der Rückrunde in allen Oberligaspielen zum Einsatz, nun als Abwehrspieler. Nachdem der 1. FC Lok am Ende der Saison absteigen musste, beendete Karl Drößler im Alter von 32 Jahren seine Laufbahn im höherklassigen Fußball. Innerhalb von elf Jahren hatte er 234 Oberligaspiele bestritten und dabei sieben Tore erzielt.

### International
Sein erstes bedeutendes Spiel auf internationaler Ebene absolvierte Drößler am 10. Juli 1960 im Länderspiel der B-Nationalmannschaft der DDR gegen Bulgarien (2:1). Bis 1965 folgten fünf weitere Länderspiele mit der B-Auswahl. Für die Leipziger Stadtauswahl kam er erstmals am 19. Oktober 1960 im Messepokalspiel gegen die Belgrader Auswahl (1:4 in Belgrad) zum Einsatz. Bis 1967 wurde er zu insgesamt 27 Messepokalspielen berufen, von denen er zwölf mit der Stadtauswahl, vier für den SC Leipzig und elf Begegnungen für den 1. FC Lok bestritt. Im Mai 1966 gewann Drößler mit dem 1. FC Lok den Intertoto-Cup 1965/66. Er wirkte in den beiden Endspielen gegen IFK Norrköping mit, in denen sich die Leipziger mit 0:1 im Hinspiel und 4:0 im Rückspiel am 30. Mai 1966 in Leipzig durchsetzten.

## Nach der Fußballer-Laufbahn
Nach dem Ende seiner Laufbahn als Fußballspieler wandte sich Karl Drößler der Wissenschaft zu. An der Universität Leipzig absolvierte er ein Biologiestudium, promovierte und wurde von der Universität Leipzig zum Professor berufen. Er war viele Jahre als Immunbiologe tätig und übernahm 1991 den Lehrstuhl für Tierphysiologie und Immunbiologie, den er bis zu seiner Emeritierung 2003 innehatte. Er blieb auch weiterhin dem Fußballsport verbunden, war von 1990 bis 1991 Präsident des 1. FC Lokomotive bzw. des VfB Leipzig, danach blieb er Präsidiumsmitglied. 2008 wurde er mit Ehrennadel des Sächsischen Fußball-Verbandes ausgezeichnet.